# Onthophagus waterhousei
Onthophagus waterhousei är en skalbaggsart som beskrevs av Gillet 1927. Onthophagus waterhousei ingår i släktet Onthophagus och familjen bladhorningar. Inga underarter finns listade i Catalogue of Life.